# Atlantisch orkaanseizoen 1492-1499
Data van de jaren voor 1492 zijn niet beschikbaar. Gegevens die mogelijk hebben bestaan zijn verloren gegaan. Hoewel er officieel geen gedetailleerde informatie bestaat, hebben wetenschappers door het bestuderen van sediment-lagen ontdekt dat Florida duizenden jaren geleden werd getroffen door series van erg sterke orkanen.
Hoewel data niet voor iedere voorgekomen storm beschikbaar is uit het Atlantisch orkaanseizoen 1492-1499, waren sommige delen van de kustlijn bevolkt genoeg om betrouwbare gegevens te verzamelen over de waargenomen orkanen. Elk seizoen was een jaarlijkse cyclus van tropische cycloon-formaties in de Atlantisch stroomgebied. De meest tropische cycloonformaties vonden plaats tussen 1 juni en 30 november.

## Stormen
| Jaar | Locatie    | Datum    | Dodental | Schade/Opmerkingen |
| ---- | ---------- | -------- | -------- | --- |
| 1494 | Hispaniola | 16 juni  | onbekend | Mogelijke orkaan; Deze zou de eerst geobserveerde gerapporteerde orkaan op het westelijk halfrond geweest kunnen zijn. |
| 1495 | West Indië | onbekend | onbekend | 3 schepen zonken. De vroegst vastgestelde reportage van een orkaan kwam van Christoffel Columbus; "Alleen voor mijn dienstbaarheid aan God en ter uitbreiding van de monarchie zou ik mij aan zo een gevaar blootstellen." |